# João Barbalho Uchôa Cavalcanti
João Barbalho Uchôa Cavalcanti (Sirinhaém, 13 de junho de 1846 – Rio de Janeiro, 31 de outubro de 1909) foi um advogado e político brasileiro.

## Biografia
Filho de Ana Maurício Vanderlei Cavalcanti e do senador do Império Álvaro Barbalho Uchoa Cavalcanti. Diplomado pela Faculdade de Direito do Recife em 1867, cinco anos depois foi nomeado promotor público no Recife. Mais tarde, na mesma cidade, exerceu as funções de curador-geral dos órfãos. Em 1873, foi nomeado diretor-geral da Instrução Pública de Pernambuco, cargo em que permaneceu até a proclamação da República.
Seus trabalhos pedagógicos, que renovaram inteiramente os critérios do ensino da época, foram premiados em 1883, no Rio de Janeiro. No período de 1874 a 1875, exerceu o mandato de deputado provincial, conseguindo que se votassem leis de reformas de instrução pública.
Dedicou-se ao jornalismo, fundando A Tribuna, onde defendeu suas convicções políticas. Em 1890, elaborou um projeto da Constituição de Pernambuco, dando o nome de Esboço de Organização Política e Administrativa. Foi um dos comentaristas da Constituição de 1891.
Em 18 de dezembro de 1892, foi eleito senador federal na vaga do general José Simeão de Oliveira. Tomou assento em 6 de março de 1893, havendo exercido as funções de 1º Secretário do Senado. Em decreto de 18 de janeiro de 1897, foi nomeado Ministro do Supremo Tribunal Federal, preenchendo a vaga aberta com a exoneração concedida a Ubaldino do Amaral Fontoura; tomou posse a 20 seguinte. Foi aposentado, em decreto de 16 de abril de 1906, com vencimentos integrais em vista do Decreto Legislativo nº 1.407, de 8 de novembro anterior.
Foi ministro dos Transportes, no governo de Deodoro da Fonseca, em 1891.
Casou-se, por volta de 1879, com Idalina Regueira Costa, filha do desembargador José Nicolau Regueira Costa e de Josefa de Meneses Vasconcelos Drummond. O casal teve seis filhos.
Faleceu na cidade do Rio de Janeiro, sendo sepultado no Cemitério de São João Batista.